# الوصفات

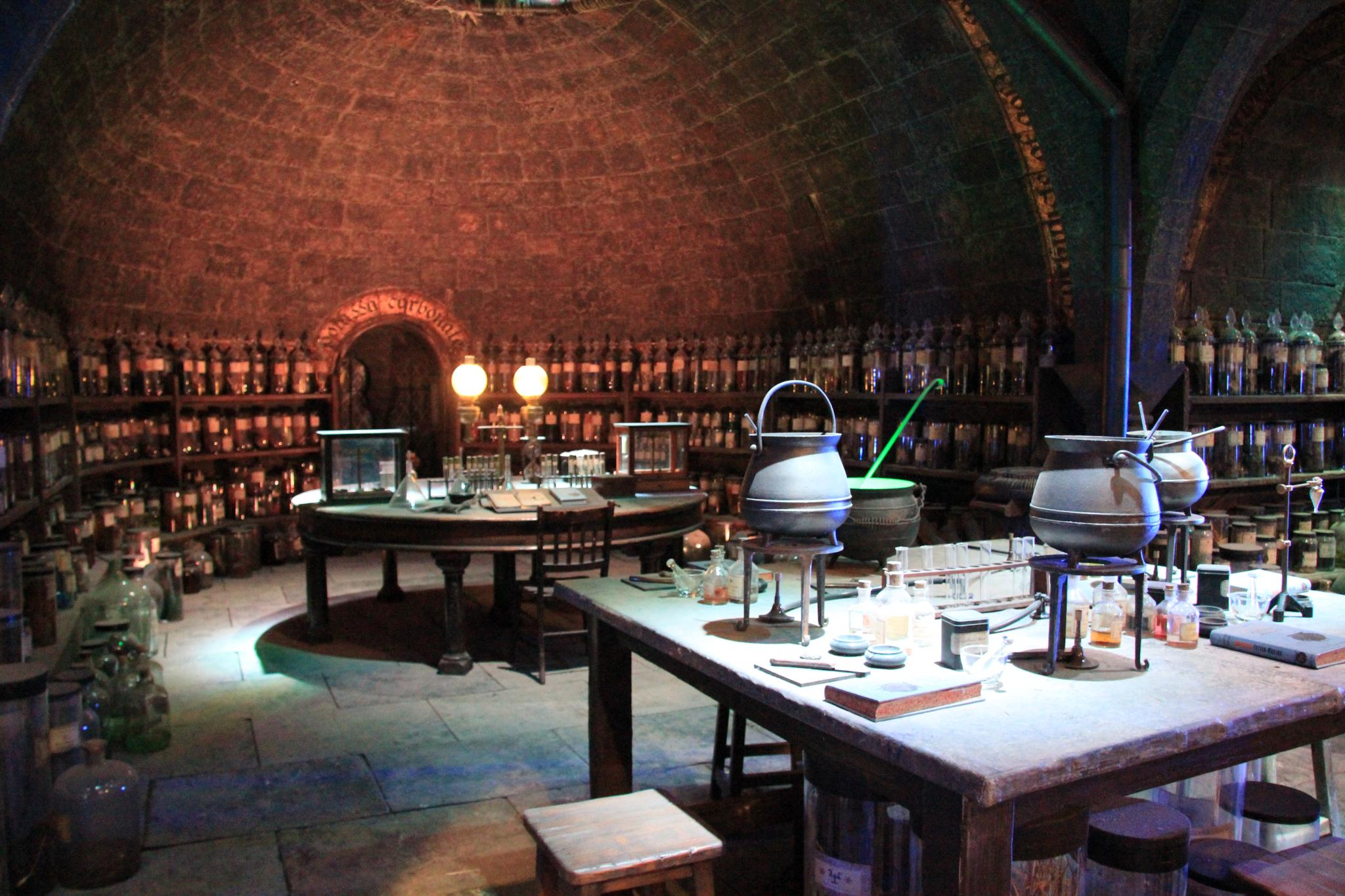

الوصفات (بالإنجليزية: Potions)‏ أحد أنواع العلوم المختلفة التي يتلقاها طلاب السحر في مدرسة هوغوورتس في سلسلة هاري بوتر للمؤلفة البريطانية جيه كيه رولينغ.

## تعريف عنها
الوصفات عن عبارة عن خليط من السؤال السحرية المُحضرة داخل قدر. لتحضير الوصفة يتم خلط عدد من المكونات بخطوات وقواعد معينة ومعايير محددة وموزونة بدقة، مكونات الوصفات قد تكون أشياء تافهة وغريبة محيطة بنا، وقد تكون أشياء نادرة يصعب العثور عليها وتجميعها. وتأخذ وقتا طويلاً في الإعدا قد يصل إلى شهر كامل وأكثر كما في وصفة التحول التي أعدتها هرمايني في سنتهم الثانية في المدرسة.
يتم شرب الوصفة حتى يظهر مفعولها السحري وأثرها.
برع عدد من الطلبة أثناء دراستهم في هوغوورتس في مادة الوصفات، أمثال ليلي إيفانز وسيفروس سنيب وتوم ريدل.
ومادة الوصفات هي المادة المفضلة لدى طلاب منزل سيلذرين دائما.

## مدرس المادة
يدرس هذه المادة في هوغوورتس البرفسور سيفروس سنيب منذ عام 1980، حيث قام بتدريس هاري ومجموعته منذ سنتهم الأولى إلى سنتهم الخامسة في المدرسة ،في السنة السادسة لهم- أي في عام 1996 - قام البرفسور هوراس سلوغهورن بتدريس هذه المادة كبديل لسنيب.

## فصل الوصفات
يقع فصل الوصفات في الأسفل عند الزنزانات والأقبية، وهو عبارة عن زنزانة باردة ومظلمة موزع بداخلها قدور خلط الوصفات.

## أمثلة لبعض الوصفات
- وصفة الحب
- وصفة فليكس فليسز
- وصفة التحول
- محلول السلام